# Облога Шершеля (1531)
Облога Шершеля — невдала спроба захоплення флотом імператора Карла V Габсбурга портового міста Шершель в османському Алжирі, що відбулася в липні 1531 року. Султан Алжиру і майбутній капудан-паша Османського флоту Хайр-ад-Дін Барбаросса відбив напад і розбив залишки флоту на чолі з Андреа Доріа неподалік від Генуї.

## Облога
Імператор доручив генуезькому адміралу Андреа Доріа захопити Шершель як плацдарм у Північній Африці. Флот Андреа Доріа складав 32 галери, 8 галеонів, 5 бригантин, 2 судна з косими вітрилами і 3 кораблі, зокрема в його складі перебувало 13 французьких галер.
У липні 1531 р. адмірал залишив Геную і висадив в Шершелі загін з 1500 чоловіків. Вони захопили місто і визволили кілька сотень християнських рабів. Османи скористалися тим, що християнське військо зайнялось грабунком міста, і в цей час несподівано оточили і розбили загарбників. В полон до османів потрапило біля 600 нападників.
Після цього османи відкрили вогонь по галерах європейців. Усвідомівши, що його солдати на березі безнадійно втрачені і не бажаючи ризикувати кораблями, Доріа відплив від міста. Султан Алжиру Хайр ад-Дін Барбаросса на чолі свого флоту з 35 галер наздогнав Доріа поблизу Генуї та спалив 22 генуезькі галери